# چاتو-گیلارد (کمون)
چاتو-گیلارد (به فرانسوی: Château-Gaillard) یک کمون در فرانسه است که در ان (اوورنی-رون-آلپ) واقع شده‌است. چاتو-گیلارد ۱۶٫۶ کیلومتر مربع مساحت دارد و ۲۳۰ متر بالاتر از سطح دریا واقع شده‌است.